# Фулджер (бригада полиции Молдовы)
Бригада полиции «Фулджер» («Молния») (рум. Brigada de poliție cu destinație specială (BPDS) «Fulger») — спецподразделение полиции, входящее в состав Генерального инспектората полиции при Министерстве внутренних дел Молдовы, специализирующегося на операциях по обеспечению правопорядка. Образовано 5 декабря 1991 года. Подчиняется напрямую министру внутренних дел страны.

## Образование бригады. Боевое крещение
Бригада полиции специального назначения «Фулджер» (изначально — Бригада полиции специального назначения) была образована на базе ОПОН — отряда полиции особого назначения (рум. Batalionul separat de poliţie cu destinaţie specială, «отдельный батальон полиции особого назначения») — и 1-го батальона патрульно-постовой службы Кишинёва (рум. Batalionul Nr. 1 de patrulă şi santinelă al mun) в соответствии с Постановлением Правительства Молдовы № 677-4 от 5 декабря 1991 года. Этот день отмечается бригадой не только как день её образования, но и как день памяти её павших бойцов. Достаточно долго подразделение по размеру равнялось батальону.
Спецподразделение принимало активное участие в Приднестровском конфликте в 1991—1992 годах, воюя на стороне Республики Молдова. В 1992 году в соответствии с Указом Президента Республики Молдова «Фулджер» был награждён боевым знаменем. Бригада приняла свой первый бой 13 декабря 1991 года, отражая нападение сил ПМР на полицейский участок в Дубоссарах (тогда погибло четыре сотрудника бригады). В марте 1992 года бригада снова участвовала в боях против сил ПМР. В июне 1992 года бригада участвовала в операции по освобождению полицейских, попавших в осаду в Бендерах. Всего за время конфликта бригада участвовала в боях за Дубоссары, Вулканешты, Кочиеры, Кошницу, Бендеры, Кицканы и Дороцкое.
Официально в ходе конфликта «Фулджер» потерял 33 человека убитыми, 260 его сотрудников были ранены. По словам первого командира бригады Антона Гэмураря, потери бригады «Фулджер» составляют треть от всех потерь МВД Молдовы за время конфликта (Молдова потеряла в ходе боёв убитыми 86 полицейских и 369 сотрудников силовых структур всего), однако точные потери установить невозможно, поскольку многие документы бригады (в том числе и 604 часа видеозаписей) якобы были конфискованы руководством МВД и затем бесследно исчезли.
С момента войны в Приднестровье бригада считается одним из самых элитных и боеспособных подразделений Министерства внутренних дел Республики Молдова. Она базируется в Кишинёве: в городе установлен памятник погибшим при исполнении обязанностей бойцам.

## Современность

### 1990-е годы
Бригада «Фулджер» участвовала в операциях по задержанию ряда лидеров организованных преступных сообществ Молдовы. В сентябре 1998 года оперативниками был блокирован офис компании «Бояна-груп», руководителем которой был Григорий Карамалак, связанный с преступным миром Молдовы и руководивший бандой нескольких бывших спортсменов, причастной к серии вымогательств, разбоев и убийств. В результате штурма и последующей погони были задержаны почти все члены банды Карамалака, однако в ходе обыска в сейфах фирмы нашли ряд компрометирующих документов: по мнению газеты «Кишинёвский обозреватель», в документах фигурировали ряд известных фамилий, оглашение которых могло привести к серьёзным потрясениям в обществе. Карамалак был освобождён, а спустя почти пять лет задержан милицией в киевском аэропорту «Борисполь».

### 2000-е годы
21 октября 2001 года бойцы бригады в Кишинёве провели операцию, в ходе которой прямо на воровской сходке были арестованы ряд криминальных авторитетов. Среди задержанных были местный вор в законе Малхаз Джапаридзе, его крестник Владимир «Маккена» Москальчук (один из наиболее известных молдавских авторитетов), а также трое российских воров в законе — Гия Дангадзе, Алик Миналян и Лери Пирцхелиани. Полицией также были конфискованы около 50 патронов к автомату Калашникова и несколько боевых гранат. В середине 2002 года бригадой были задержаны восемь членов банды, которой руководил вор в законе «Ганущак», объявленный во всеобщий розыск, и которая орудовала более двух лет на территории Республики Молдова.
В 2003 году Христианско-демократическая народная партия организовала ряд митингов и акций протеста: в связи с угрозой беспорядков бойцы «Фулджера» прошли подготовку, предполагавшую защиту зданий парламента и президентской резиденции в случае нападения протестующих, хотя до этого сценария дело не дошло.
В течение 2000-х годов сотрудники спецназа «Фулджер» неоднократно посещали Зону безопасности в Приднестровье, что сами власти Приднестровья расценивали как нарушение соглашения «О принципах урегулирования вооружённого конфликта в Приднестровском регионе Республики Молдовы». Одно из таких посещений датировалось октябрём 2006 года, когда Молдова уже вышла из соглашения о взаимодействии правоохранительных органов ПМР и Республики Молдова.
В декабре 2006 года командир бригады Григорий Кожокару сообщил, что в течение 11 месяцев оперативниками бригады «Фулджер» были раскрыты 276 правонарушений, задержаны 584 подозреваемых лица, объявлены в розыск 176 лиц, а также обнаружены 75 единиц похищенного транспорта. Сотрудники бригады конфисковали 19 единиц огнестрельного оружия, боеприпасы разного калибра и холодное оружие, а также 4 кг марихуаны и 15 кг ртути, которые должны были попасть за рубеж. На таможенных пунктах Молдовы при участии бригады «Фулджер» задержаны 94 автотранспортных средства, перевозивших грузы без сопровождающих документов; возбуждено 9 уголовных дел, составлено 50 протоколов и применены санкции; собраны штрафы на сумму 17 тысяч леев, конфискованы товары на общую стоимость более 420 тысяч леев
7 апреля 2009 года бригада участвовала в пресечении массовых беспорядков в Кишинёве. В адрес бригады звучали обвинения в том, что беспорядки были спровоцированы именно командованием бригады, однако бойцы категорически отвергли эти обвинения.

### 2010-е годы
19 сентября 2012 года бойцами бригады в кишинёвском секторе Рышкановка были задержаны 37-летний Александр Дечев и его сожительница 44-летняя Светлана Гуцул, члены группировки вора в законе Владимира «Маккены» Москальчука. Оба были ранее судимы за изготовление и распространение фальшивых денежных купюр и торговлю наркотиками.
Бригада участвовала в антитеррористических учениях на территории спортивного комплекса «Зимбру», прошедших в марте 2018 года при участии Генерального директората полиции, а также французских и польских полицейских. В том же году принимала участие в антитеррористических учениях «Буковина-2018» в Липчанах, «Карпатский синий щит-2018» (англ. Carpathian Blue Shield 2018) в Бухаресте и мастер-классе для представителей полицейского спецназа стран Балканского полуострова и Молдовы в Вене.
12 марта 2019 года Национальная комиссия по геральдике Республики Молдова утвердила флаг, эмблему и герб бригады «Фулджер». Описание герба: В черном поле серебряная молния в перевязь слева, на которую наложена оторванная золотая с червленым языком голова орла, держащего в клюве золотой же крест.
С 22 по 31 мая 2020 года бойцы бригады полиции «Фулджер» вместе с сотрудниками Национальной инспекции общественной безопасности (NISP) и Управления эффективной инспекции занимались патрулированием национальных дорог в рамках операции «10 дней действий против дорожно-транспортных происшествий», занимаясь обнаружением пьяных водителей, агрессивных водителей, организаторов нелегальных гонок и неплательщиков штрафов.

### 2020-е годы
24 февраля 2021 года ПБОПОД при участии бойцов отряда специального назначения «Пантера» НПА, Национального инспектората расследований и спецподразделения полиции «Фулджер» провела обыск в Криковской тюрьме № 15, конфисковав огромное количество запрещённых в местах лишения свободы предметов — более 100 ножей ручной работы, около 30 мобильных телефонов, десятки шприцев с неизвестной жидкостью, фишки для азартных игр, десятки наборов покерных карт и документы, в которых хранилась конфиденциальная информация клиентов банков. На 72 часа был задержан начальник тюрьмы Виктор Мунтяну, 13 заключённых были переведены в другие исправительные учреждения.
В августе 2022 года бригада была направлена в Гагаузию, в город Комрат для проведения антитеррористических учений. В те дни в Гагаузии шли массовые протесты против молдавского правительства и президента Майи Санду.
В мае 2023 года бригада участвовала в совместных с польской полицией учениях в Кишинёве (при участии спецподразделения BOA).
В июне 2023 года бойцы бригады обеспечивали безопасность более 50 высокопоставленных лиц, глав государств и правительств во время саммита Европейского политического сообщества, проходившего в Молдове.
Очередные масштабные учения были анонсированы с 25 по 30 октября 2023 года: 200 военных из «Фулджера» и Армии США должны были выполнить прыжки с парашютом в районах Флорешты, Фалешты и города Бельцы из самолёта Boeing C-17 Globemaster III.

## Задачи подразделения и отбор бойцов
Целями бригады полиции специального назначения «Фулджер» являются укрепление государственной законности, усиление борьбы против преступности, целенаправленное предотвращение преступности и полное обеспечение общественного порядка. Наряду с войсками карабинеров бригада «Фулджер» занимается поддержанием порядка во время демонстраций. При этом именно «Фулджер» несёт основную ответственность за обеспечение безопасности в тех случаях, когда демонстрации перерастают в массовые беспорядки с пострадавшими, а карабинеры играют вспомогательную роль. В задачи бригады входят также борьба против преступников и террористов, обезвреживание и захват особо опасных преступников, поиск и задержание бежавших из-под стражи лиц, освобождение заложников в ходе антитеррористических операций и специальное вмешательство в случае природных и технических чрезвычайных ситуаций.
Ранее «Фулджер» был отдельной единицей в структуре МВД. В настоящее время входит в Главный инспекторат полиции при МВД, но подчиняется напрямую министру внутренних дел. По состоянию на 2008 год включал в свой состав два подразделения быстрого реагирования, одно отделение для специальных миссий, а также отделы командования и логистики; личный состав насчитывал 388 человек. По данным на 2009 год, общая численность бригады составляла 650 человек. На декабрь 2018 года бригада насчитывала почти 400 человек. Содержание бригады полностью осуществляется за счёт Министерства внутренних дел.
К кандидатам на место в «Фулджер» выдвигаются крайне высокие требования: возраст от 18 до 35 лет, рост не ниже 175 см, наличие среднего образования минимум 12 классов, отменное здоровье и отсутствие судимости. Опыт армейской службы или обучения на военной кафедре считается дополнительным преимуществом для кандидата. Обычно из 10 сотрудников полиции не более 2—3 соответствуют требованиям бригады, но некоторые из числа прошедших отбор потом отказываются от службы в бригаде. Начальная зарплата у новичков подразделения по состоянию на 2010 год составляла 3 тысячи молдавских леев и повышалась в зависимости от стажа, звания и репутации бойца.
Высшей формой отличия бойцов «Фулджера» и его символом является чёрный берет. Чтобы получить право на его ношение, новобранцы «Fulger» должны пройти специализированные испытания состоящие из нескольких этапов, включая выполнение задач, максимально приближенным к боевым условиям, и психологические тесты. В 2018 году в ходе испытаний участники совершили 15-километровый марш-бросок, преодолев ряд препятствий в воде, на земле и высоте, а также освободили мост, уничтожили пункт управления противника, задержали вооружённых преступников и вступили в рукопашный бой. По итогам этих испытаний из 44 бойцов бригады 36 получили чёрный берет. В 2022 году из 37 полицейских Молдовы и Румынии, проходивших испытание, чёрный берет получили 18 человек.

## Снаряжение
К личному снаряжению бойцов бригады «Фулджер» относятся щиты, защитные повязки, жилеты и шлемы. Для разгона беспорядков ими могут использоваться водомёты и слезоточивый газ. На вооружении бригады присутствуют стрелковое оружие и БТР.
В 2014 году на мероприятиях по случаю 23-й годовщины образования бригады бойцы получили 24 прибора ночного видения от министра внутренних дел Дорина Речана и генерального инспектора полиции Иона Бодруга (рум. Ion Bodrug).
В 2016 году сообщалось, что 22-й миротворческий батальон Сухопутных войск Молдовы и бригада «Фулджер» получат польскую экипировку.
В 2017 году был открыт спортзал, в котором бригада проводила тренировки по рукопашному бою, необходимые для оттачивания навыков по задержанию преступников и пресечению массовых беспорядков.
23 января 2018 года посольство США в Молдове передало молдавской полиции 56 радиостанций TETRA (52 портативных и 4 мобильных), из которых 45 (в том числе 42 портативных и 3 мобильных) были переданы бригаде «Фулджер». Передача была осуществлена в рамках проекта Программы развития ООН по оказанию помощи Молдове в проведении полицейской реформы — в ходе реализации этого же проекта бригада «Фулджер» получила ещё 17 баллистических щитов. По данным отчёта ассоциации Promo LEX о проведении реформы полиции Республики Молдова, в 2018 году бригада «Фулджер» получила 53 бронежилета, 350 комплектов служебной формы и 300 комплектов учебной формы, зимнюю обувь, три автомобиля Dacia Duster и три автобуса.
В 2020 году начальник Генерального инспектората полиции Сергей Паю и атташе по внутренним делам посольства Турции Ахмет Зафер Изджан достигли соглашения о предоставлении Турцией финансовой помощи бригаде «Фулджер» для закупки специальных автомобилей, предназначенных для участия в антитеррористических акциях и задержаниях особо опасных преступников.

## Бригада и общественная деятельность
По состоянию на 2009 год в Молдове действовала ветеранская организация «Pro Fulger», руководителем которой был Василий Паю (рум. Vasile Paiu): целями организации была защита интересов сотрудников и ветеранов бригады путём предоставления военнослужащим жилья, работы и оплаты отпуска, а также помощи вдовам погибших бойцов, инвалидам боевых действий и людям из других социальных групп, требовавших помощи. По состоянию на 2014 год также существовала Ассоциация ветеранов подразделения специального назначения «Fulger» (рум. Asociaţiei Veteranilor subdiviziunilor cu destinaţie specială „Fulger”), председателем которой был Олег Вырлан (рум. Oleg Vîrlan).
1 июня 2010 года бойцы бригады «Фулджер» организовали показательные выступления для детей на стадионе «Динамо», приуроченные к Международному дню защиты детей. Также показательные выступления бригадой проводятся ежегодно в день образования «Фулджера».
В декабре 2022 года более 100 сотрудников бригады добровольно сдали кровь в рамках благотворительных мероприятий в канун Рождества и Нового года, а также посетили детскую больницу в Бельцах, раздав детям подарки.

## Скандалы и резонансные события
Заместитель командира бригады Раду Никифор был уволен 12 декабря 2015 года со своего поста из-за неприемлемого поведения, поскольку его остановила полиция и констатировала, что тот вёл машину в состоянии алкогольного опьянения.
В период с 2019 по 2023 годы в бригаде сменилось четыре командира: по словам бывшей советницы главы МВД Алины Збанкэ, ежегодно в день образования бригады командиры выступали с речами и обещаниями «лучшей жизни», и всё это происходило на фоне многочисленных перестановок и экспериментов в Генеральном инспекторате полиции и МВД Молдовы в целом.
29 сентября 2021 года командир «Фулджера» Казимир Трочин был отстранён от должности в связи с началом служебного расследования в его отношении. СМИ утверждали, что 20 сентября глава Генерального инспектората полиции Юрий Подарилов переговорил с Трочиным и потребовал от него уйти в отставку, поскольку намеревался сформировать новую команду, но получил отказ и пригрозил Трочину последствиями. На следующий день заместитель Подарилова Евгений Кракан сообщил Трочину о начале служебного расследования в отношении последнего. Подарилов же утверждал, что предлагал Трочину лишь другую руководящую должность и не оказывал никакого давления на него. В ноябре 2021 года было опубликовано открытое письмо группы офицеров «Фулджера», которые раскритиковали политику нового руководства Генерального инспектората полиции и МВД Молдовы, напомнив им об увольнении Трочина.
5 сентября 2023 года около 21:00 на выезде из села Боизень (трасса Хынчешты-Чимишлия) пешеход был сбит автомобилем BMW X5: пострадавшего госпитализировали, но он скончался по пути в больницу. За рулём автомобиля был сотрудник бригады «Фулджер», служивший в полиции уже 10 лет (автомобиль принадлежал ему, результаты алкотеста оказались отрицательными). По факту происшествия в отношении водителя было возбуждено уголовное дело. Водитель скрылся с места преступления, однако позже добровольно прибыл в Инспекторат полиции для допроса и освидетельствования, объяснив своё бегство с места ДТП «состоянием шока».
31 июля 2023 года прокуратурой по борьбе с организованной преступностью и особым делам был задержан на 72 часа бывший боец бригады «Фулджер» Арслан Сафарматов, который с 18 апреля по 3 мая 2022 года воевал в составе Интернационального легиона ТО Украины. Согласно официальной версии, следственные мероприятия проводились в рамках дела об обороте наркотиков; Сафарматов отрицал свою причастность.
В феврале 2024 года стало известно, что со склада бригады были похищены 3200 патронов, а в ящике, где они хранились, были обнаружены камни и песок. В том же месяце стало известно, что в налоговой декларации Иона Буклиша были обнаружены нарушения при декларировании имущества: разница между доходами и расходами командира, указанными в декларации, составила 291,2 тыс. леев.

## Командование бригады

### Командиры
- 1991—1997: генерал-майор полиции Антон Гэмурарь (рум. Anton Gămurari)[17][18][74]
- 1997—2002: полковник (в дальнейшем генерал) полиции Георгий Папук[рум.] (рум. Gheorghe Papuc)[75][76]
- 2006: подполковник полиции Григорий Кожокару (рум. Grigore Cojocaru)[32][77]
- 2009[78]—?: генерал-майор полиции Ион Цуркан (рум. Ion Țurcan)[79]
- полковник полиции[80] Василий Ивас (рум. Vasile Ivas)[2]
- 21 августа 2020[81] — 29 сентября 2021[65]: Казимир Трочин (рум. Cazimir Trocin)[82][83]
- 29 сентября 2021[65] — 1 марта 2024: Ион Буклиш (рум. Ion Bucliș)[84]
- 1 марта 2024 — н. в.: Василий Стегэреску (рум. Vasile Stegărescu)[84]

### Начальники генерального штаба бригады
- Василий Ивас (рум. Vasile Ivas)[4]
- до 12 декабря 2015: Раду Никифор (рум. Radu Nichifor)[63]
- 2020—2022: Виктор Тудорович (рум. Victor Tudorovici)[81]
- 2022—2024: Василий Стегэреску (рум. Vasile Stegărescu)[84][85]

### Заместители командира
- 2017—2018: Виорел Чернэуцяну (рум. Viorel Cernăuţeanu), откомандирован из Главного инспектората полиции[86]
- — 1 марта 2024: Василий Стегэреску (рум. Vasile Stegărescu), начальник оперативно-координационного отдела[3][84]
- Константин Цуркану (рум. Constantin Ţurcanu), начальник отдела снабжения[3]
- Мария Стурза (рум. Maria Sturza), начальник отдела кадров[3]

### Начальники отделов
- Петру Атаманюк (рум. Petru Atamaniuc), начальник следственно-информационного отдела бригады (в 2002 году)[29]
- Александр Думбрэвяну (рум. Alexandru Dumbrăveanu), начальник аналитической службы бригады (в 2010 году)[4]

## Награды

### Бригады
- Орден Стефана Великого (5 декабря 2011 года, указ Президента Республики Молдовы) — в знак высокого признания значительного вклада в обеспечение законности и правопорядка, за особые заслуги в борьбе с преступностью и самоотверженность, проявленную личным составом при исполнении служебного долга[87]

### Личного состава
По состоянию на 2010 год за действия, предпринятые на полях сражений во время приднестровского конфликта, государственными наградами были награждены:
- 3 человека — орден Республики (2 посмертно)
- 72 человека — орден Стефана Великого (28 посмертно)
- 73 человека — медаль «За заслуги в воинской службе»[рум.]
- 74 человека — медаль «За отвагу»[рум.]

По состоянию на 2014 год среди обладателей государственных наград в составе «Фулджера» были:
- 3 человека — орден Республики (2 посмертно)
- 74 человека — орден Стефана Великого (28 посмертно)
- 104 человека — медаль «За заслуги в воинской службе»[рум.]
- 83 человека — медаль «За отвагу»[рум.] (один посмертно)

С 1993 по 2010 годы за плодотворную деятельность и достигнутые высокие результаты во время проведения специальных операций государственными наградами были награждены:
- 3 человека — орден «Верность Родине»
- 14 человек — медаль «За заслуги в воинской службе»[рум.]
- 3 человека — медаль «За отвагу»[рум.]